# خوسيه ماريا فالفيردي
خوسيه ماريا فالفيردي باتشيكو (بالإسبانية: José María Valverde Pacheco، ولد في 26 يناير 1926، فالنسيا دي ألكنتارا، قصرش، إسبانيا - توفي في 6 يونيو 1996، برشلونة، إسبانيا) شاعر وكاتب وناقد أدبي ومؤرخ أفكار ومترجم إسباني.

درس فالفيردي الفلسفة في جامعة مدريد حيث حاز شهادة الدكتوراه بأطروحة حول «فلسفة اللغة لدى فيلهلم فون همبولت». عمل كأستاذ جامعي في روما و في جامعة برشلونة، في اختصاص علم الجمال (الإستيطيقا).

تخلى عن منصبه الجامعي، في 1964، إبان الحقبة الفرانكوية، تضامناً مع الجامعيين إنريكي تييرنو وخوسيه لويس أرانغورين وأغوستين غارثيا كالبو، الذين طردو من جامعة مدريد، بسبب تضامنهم مع الاحتجاجات الطلابية لسنة 1964. اغترب بعد ذلك في الولايات المتحدة وكندا حيث زاول التدريس الجامعي في اختصاص الأدب الإسباني واشتغل بالموازاة مع عمله الجامعي في الترجمة والتأريخ الأدبي.

يعتبر بالبيردي من أهم شعراء إسبانيا القرن العشرين، وتميزت أعماله الشعرية بإنسيتها وحميميتها، و لغتها التعبيرية السهلة المتفادية للبلاغيات الغير ضرورية، في أسلوب يذكر بشعر أنطونيو ماتشادو. حاز بالبيردي على جوائز شعرية، خلال مساره، من بينها الجائزة الوطنية للشعر سنة 1949 و جائزة النقاد في 1962 و جائزة مدينة برشلونة، عن أعماله الكاملة (1945-1990) التي صدرت سنة 1990.